# Colline Novaresi
Le Colline Novaresi est un vin italien de la région Piémont doté d'une appellation DOC depuis le 5 novembre 1994. Seuls ont droit à la DOC les vins rouges récoltés à l'intérieur de l'aire de production définie par le décret. Les vignobles autorisés se situent en province de Novare, quelques kilomètres au sud du Lac Majeur, dans les communes de Barengo, Boca, Bogogno, Borgomanero, Briona, Cavaglietto, Cavaglio d'Agogna, Cavallirio,  Cressa, Cureggio, Fara Novarese, Fontaneto d'Agogna, Gattico, Ghemme, Grignasco, Maggiora, Marano Ticino, Mezzomerico, Oleggio, Prato Sesia,  Romagnano Sesia, Sizzano, Suno, Vaprio d'Agogna et Veruno.
La superficie plantée en vignes est de  13,61 hectares.
La région incorpore aussi les DOC  Ghemme, Sizzano, Boca et Fara.

## Appellations, vins

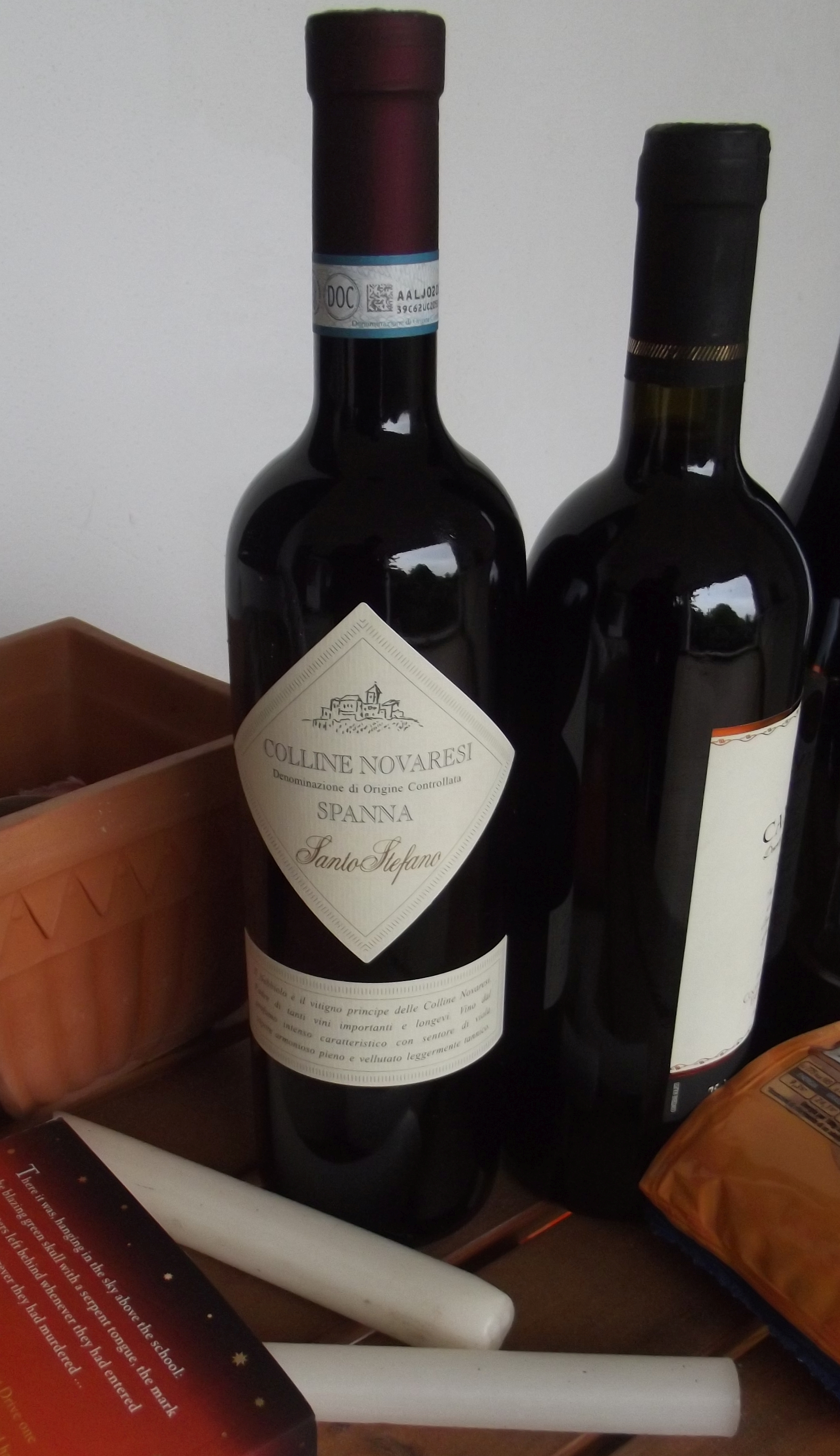
Une bouteille de Spanna

Les autres appellation de la zone de production sont:
- Colline Novaresi bianco
- Colline Novaresi Barbera
- Colline Novaresi Croatina
- Colline Novaresi Nebbiolo
- Colline Novaresi Uva Rara
- Colline Novaresi Vespolina

## Caractéristiques organoleptiques
- couleur: rouge rubis plus ou moins intense
- odeur: intense
- saveur: sec, harmonieux et plein.

## Production
Province, saison, volume en hectolitres :
- Novara  (1996/97)  1204,84
- Novara  (1995/96)  490,38